# Psychedelikum

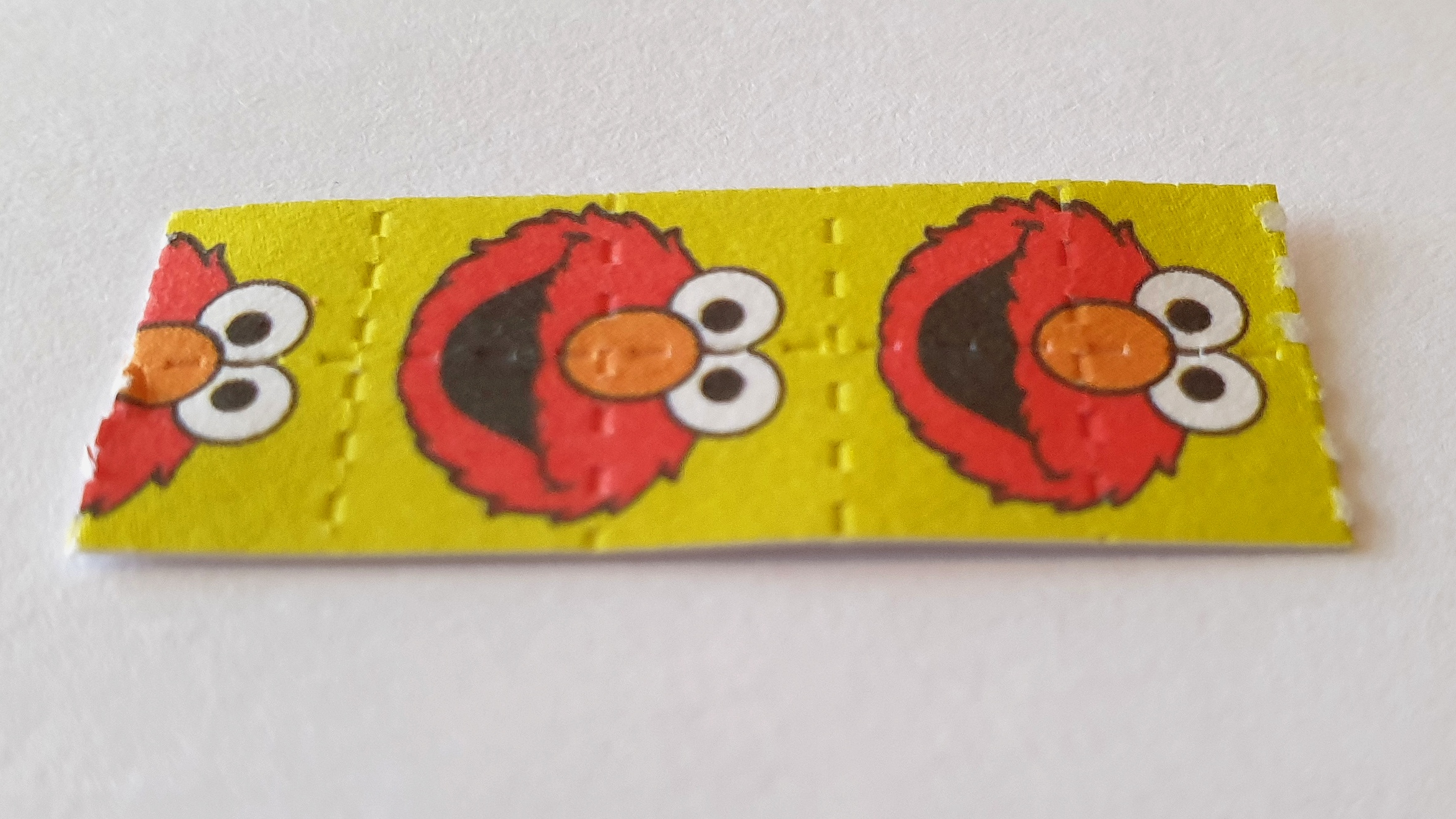
LSD papírek

Psychedelika jsou psychoaktivní látky patřící do skupiny halucinogenů. Jejich základním rysem jsou výrazné změny vnímání, nálad a vědomí. Mnoho z nich je málo toxických a nevyvolává závislost. Mezi nejznámější psychedelika patří tzv. klasická psychedelika, což jsou agonisté serotoninového receptoru 2A (5-HT2AR). Mezi ně patří LSD, mescalin či psilocybin.

## Historie výzkumu
Moderní historie psychedelik souvisí s rokem 1938, kdy Albert Hofmann syntetizoval LSD; v roce 1943 jej poprvé sám na sobě vyzkoušel. Poté se v 50. letech výzkum psychedelik postupně rozjel. V roce 1965 existovalo více než 1000 publikovaných klinických studií popisujících slibné terapeutické účinky na více než 40 000 lidských subjektů. LSD, psilocybin a sporadicky i ketamin vykazovaly terapeutické účinky na pacienty s úzkostí, obsedantně-kompulzivní poruchou, depresí, závislostí i sexuálními dysfunkcemi.
Během 60. a 70. let začala být LSD a podobná psychedelika častěji spojována s kontrakulturními hnutími, byly popularizovány jako zneužívané drogy a média vyvolávala dojem, že jsou velmi nebezpečná. To v roce 1971 vyvrcholilo přidáním LSD a dalších psychedelik do úmluvy OSN jménem Convention on Psychotropic Substances, čímž došlo ke zpřísnění pravidel souvisejících s výrobou, manipulací a užíváním psychedelik; spolu s tím byly omezeny i vědecké výzkumy účinků těchto látek na lidi, bylo těžší sehnat granty na takové výzkumy a zájem o ně upadal.
Od 90. let 20. stol. opět vzrostl zájem o výzkum účinků psychedelik na člověka v souvislosti s vývojem sofistikovaných technologií k mapování mozku.
Výzkum účinků psychedelik na člověka pokračuje i v moderní době.

## Příklady psychedelik
Mezi nejznámější psychedelika patří LSD, psilocybin, psilocin, meskalin, DMT (dimethyltryptamin; je jednou z hlavních složek Ayahuascy) a další.